# Centro dantesco dei Frati minori conventuali
Il Centro Dantesco dei Frati Minori Conventuali è un'attività culturale del medesimo Ordine a Ravenna. Si propone di approfondire l'identità cristiana dell'opera del sommo Poeta riproponendola - come affermato da Papa Paolo VI nella Lettera apostolica Altissimi cantus data motu proprio per il VII Centenario della nascita di Dante Alighieri - come un vero e proprio itinerarium mentis in Deum, il cui fine «è togliere dallo stato di miseria i viventi in questa vita e condurli allo stato di felicità» (Dante Alighieri, Epistola a Cangrande della Scala, 15).

## Sede
I Chiostri francescani furono eretti dai Frati Minori nel XV secolo. I monaci vi rimasero fino all'occupazione napoleonica: nel 1810 furono costretti a lasciare tutti gli edifici di loro proprietà. Cacciati i frati, i chiostri furono acquistati dalle Suore Tavelle (dal nome della fondatrice, la signora Tavella), che vi fondò un educandato. Nel 1951 l'educandato delle Tavelle fu acquistato dalla Cassa di Risparmio di Ravenna, che lo fece restaurare allo scopo di ospitarvi istituzioni culturali dedicate a Dante Alighieri. I lavori di restauro si conclusero nel 1954. Da allora, al piano superiore dell'ex convento francescano si trovano il Museo Dante e il Centro dantesco.

## Attività
Il Centro dantesco è stato istituito da padre Severino Ragazzini (1920-1986) nel 1964, alla vigilia del VII Centenario della nascita di Dante. 
Memoria dantesca
Nell'ambito delle annuali manifestazioni con cui la città di Ravenna nel mese di settembre ricorda la morte del sommo Poeta, il Centro cura la celebrazione della cosiddetta «Messa di Dante» (la seconda domenica del mese) al termine della quale la delegazione del Comune di Firenze rinnova l'offerta dell'olio per la lampada votiva che arde nella tomba dell'Alighieri. Dall'anno 2005 in poi propone, nella sera del giorno 13, la commemorazione della sua morte attraverso il Dantis Poetae Transitus.
Congresso Dantesco Internazionale
Dal 2003 il Centro - attraverso la Sezione Studi e Ricerche - organizza un convegno biennale di studi e dal 2007, in collaborazione con l'Università Cattolica del Sacro Cuore, la «Scuola Estiva internazionale in Studi Danteschi». 
Biennale Internazionale Dantesca
Una particolare attenzione il Centro ha da sempre riservato all'interpretazione artistica contemporanea della Commedia, soprattutto attraverso la Mostra biennale internazionale, concorso della medaglia e della piccola scultura in bronzo. La prima edizione si è tenuta nel 1973.
Soprattutto grazie alla Biennale il Centro ha raccolto nel corso degli anni una significativa collezione d'arte, per lo più contemporanea, tra cui oltre duemila medaglie ispirate a Dante e alla sua opera.
Biblioteca
Presso la propria sede il Centro Dantesco ha costituito una biblioteca specialistica di oltre 20 000 volumi (fra cui alcuni codici trecenteschi e nove incunaboli, uno dei quali è l'editio princeps della Divina Commedia). Nella biblioteca, oltre alle diverse edizioni delle opere di Dante (nella lingua originale come nelle molteplici traduzioni) e agli studi inerenti al suo pensiero e alla sua eredità culturale, sono confluiti altri documenti, tra i quali una collezione di circa duemila cartoline a soggetto dantesco. Il catalogo della biblioteca è consultabile sull'OPAC della Rete Bibliotecaria di Romagna e San Marino del Servizio Bibliotecario Nazionale.
Nel 2024 il giornalista e scrittore Jas Gawronski ha donato la propria collezione personale alla Biblioteca.